# 庭を出ためんどり (映画)
『庭を出ためんどり』（にわをでためんどり、原題：마당을 나온 암탉）は、自分の子ではないアヒルの子を育てる雌のニワトリの自由、意思、母親としての愛を描いた2011年公開の韓国のアニメーション映画。観客動員数220万人を記録し、韓国において国産のアニメーション映画としては最大のヒット作となった。

## 受賞
『庭を出ためんどり』は2011年にスペインのシッチェス・カタロニア国際映画祭で最優秀シッチェス家族映画ディプロマを受賞し、2011年にオーストラリアで開催されたアジア太平洋映画賞で最優秀アニメーション映画賞を受賞した。